# Principe de spécialité budgétaire
Le principe de spécialité budgétaire est l'un des cinq grands principes budgétaires des finances publiques en France. Il consiste à détailler l'autorisation parlementaire, afin que chaque crédit ait une destination indiquée par la loi de finances. Le respect de ce principe implique que le gouvernement ne puisse modifier la destination des crédits sans l'autorisation du parlement.
Les cinq principes budgétaires sont :
- le principe d'annualité budgétaire,
- le principe d'unité budgétaire,
- le principe de spécialité budgétaire,
- le principe d'universalité budgétaire,
- le principe de sincérité budgétaire.

## Origine
Le principe de spécialité budgétaire est apparu en Grande-Bretagne au XVIIe siècle, c'est l'une des règles les plus contraignantes des finances publiques.
En France, ce principe est prévu par l'article 7 de l'ordonnance du 2 janvier 1959. Cet article précise que les crédits autorisés par la loi de finances doivent être affectés à une dépense déterminée. Ils ne peuvent pas être utilisés pour n'importe quel objet.
L'article 7 propose deux critères pour l'application du principe de spécialité :
- Le critère de la nature de la dépense : ce critère s'applique aux moyens à mettre en œuvre (exemple : une dépense de personnel).
- Le critère de la destination de la dépense : ce critère renvoie à l'objectif à atteindre (exemple : aménagement du territoire).

Les crédits sont donc répartis par chapitre (jusqu'à l'entrée en vigueur de la LOLF, voir plus bas).
La justification de ce principe est qu'il permet de renforcer le contrôle parlementaire sur l'action gouvernementale. De plus, la spécialisation des crédits par chapitre a pour but de faciliter l'exécution des dépenses publiques et d'éviter les gaspillages. Elle rend également plus facile le contrôle de la bonne exécution de la loi de finances par la Cour des Comptes et les contrôleurs financiers.

## Limites
Il existe 3 grands types de limites :

### Limites globales

#### Les crédits globaux (ou «Dépenses imprévues»)
Certains crédits sont, de par leur nature particulière, imprécis. L'ordonnance du 2 janvier 1959 en prévoit 3 types:
- Les crédits globaux des chapitres réservoirs : C'est la catégorie la plus importante, ils sont utilisés pour faire face aux dépenses de personnels imprévues en cours d'année. Cela concerne majoritairement les mesures de revalorisation des salaires et le financement d'actions particulières (principalement en matière d'emploi et de formation professionnelle).
- Les crédits globaux pour dépenses éventuelles : Ils sont destinés à faire face à des dépenses dont le montant ne peut pas être connu exactement au moment où le parlement adopte la loi de finances.
- Les crédits globaux pour dépenses accidentelles : Ils sont destinés à faire face à des dépenses imprévues dans leur montant et dans leur principe.

#### Les fonds spéciaux
Aussi appelés fonds secrets. Ils sont attribués directement au Premier ministre. Ils ne sont soumis à aucune affectation particulière et sont soustraits à toutes les règles de la procédure budgétaire et de la comptabilité publique. Ils servent aux ministres pour le recrutement de personnel supplémentaire dans les cabinets ou pour les services de renseignement (Direction du Renseignement intérieure, Direction générale de la sécurité extérieure, Direction de la Protection et de la Sécurité de la Défense).

### Limites ponctuelles (avant la LOLF)

#### Les transferts de crédit
Ces transferts sont prévus par l'article 14 de l'ordonnance du 2 janvier 1959. Cette opération consiste à prélever les crédits d'un chapitre pour accroître le montant d'un autre chapitre, tout en respectant la nature de la dépense prévue par la loi de finance.
Des conditions sont posées à leur réalisation :
- les transferts devront être effectués par décret pris sur le rapport du ministre chargé des finances ;
- une information préalable des commissions des finances de l'Assemblée nationale et du Sénat est prévue ;
- l'utilisation des crédits transférés donne lieu à un compte-rendu spécial inséré dans le rapport de performances du programme d'origine annexé au projet de loi de règlement.
Toutefois, nulle limite de montant n'est posée.

#### Les virements de crédits
Ils sont également prévus par l'article 14 de l'ordonnance du 2 janvier 1959. Ils consistent à modifier la nature de la dépense prévue par la loi de finance. Des crédits sont prélevés sur un chapitre pour accroître le montant d'un autre chapitre ayant une spécialisation différente. Ces virements sont autorisés dans des conditions strictes:
- Le virement est opéré par décret sur rapport du Ministre des finances
- Il ne peut intervenir qu'à l'intérieur du même titre d'un budget d'un ministère. Cela signifie que malgré le virement d'un chapitre à un autre, la spécialisation par titre et par ministère reste valable
- Il ne doit pas excéder 2 % des crédits du programme débité ni 2 % des crédits du programme crédité

### Limites spécifiques

#### Budgets des assemblées
Les assemblées sont souveraines en ce qui concerne la détermination de leur budget. L'emploi des crédits délivrés aux assemblées échappe à tous les contrôles de Droit commun.

#### La pratique des fonds
Ce sont des fonds inter-ministériels dont la destination n'est pas fixée de manière précise. Ce sont des regroupements de crédits à l'intérieur d'un chapitre, ils figurent dans le budget général sous la forme d'une subvention ou d'une dotation globale.

## Changements apportés par la LOLF à ce principe
La loi organique relative aux lois de finances (LOLF) modifie fortement le principe de spécialité budgétaire.

### Une répartition différente
Les crédits ne sont plus répartis par titre et par chapitre mais par missions et programmes. La mission comprend un ensemble de programmes concourant à une politique publique et pouvant éventuellement relever de plusieurs ministères. Les crédits seront attribués pour une mission précise et un contrôle sera exercé pour savoir si ces missions ont bel et bien été remplies.
La nomenclature du budget est également simplifiée, on passe de 850 chapitres à 150 programmes.
Le mot d'ordre est de passer d'une logique de moyens à une logique de résultats. Cela a pour conséquence l'instauration de projets annuels de performance (PAP) dans lesquels des objectifs sont donnés aux ministères, un contrôle sur l'accomplissement de ces objectifs est effectué par les rapports annuels de performance (RAP).

### Une limitation des dérogations au principe de spécialité budgétaire
Les fonds spéciaux ont été réformés par la LOLF, désormais, seuls les services secrets peuvent en bénéficier. Les fonds qui servaient pour recruter du personnel de cabinet ministériels sont désormais intégrés aux budgets des ministères et soumis au vote des parlementaires. Il est même prévu d'instaurer une commission de contrôle des fonds spéciaux.
L'utilisation des transferts de crédits va être plus encadrée. Selon les dispositions de l'article 12 de la LOLF, ils ne pourront être effectués que par décret pris sur rapport du ministre des finances, après information des commissions parlementaires des finances et des autres commissions concernées.
Les virement de crédits sont eux aussi touchés par la LOLF, l'article 12 de cette loi organique dispose que « le montant cumulé, au cours d'une même année, des crédits ayant fait l'objet de virements, ne peut excéder 2 % des crédits ouverts par la loi de finances de l'année pour chacun des programmes concernés ».